# Беґно (Пултуський повіт)
Беґно (пол. Begno) — село в Польщі, у гміні Ґзи Пултуського повіту Мазовецького воєводства.
Населення — 85 осіб (2011).
У 1975-1998 роках село належало до Цехановського воєводства.

## Демографія
Демографічна структура станом на 31 березня 2011 року:
|          | Загалом | Допрацездатний вік | Працездатний вік | Постпрацездатний вік |
| -------- | ------- | ------------------ | ---------------- | -------------------- |
| Чоловіки | 46      | 14                 | 28               | 4                    |
| Жінки    | 39      | 8                  | 22               | 9                    |
| Разом    | 85      | 22                 | 50               | 13                   |